# Бентесикима
Бентесики́ма (Бенфесикима, др.-греч. Βενθεσικύμη, от βένθος «глубина» и κῦμα «волна») — в греческой мифологии дочь Посейдона и Амфитриты, сестра Тритона и Роды, жена эфиопского царя Эндия. Ей на воспитание Посейдон отдал своего сына Эвмолпа , которого его мать Хиона бросила в море, чтобы скрыть от отца свою связь с Посейдоном. Когда Эвмолп возмужал, Бентесикима женила его на одной из своих дочерей, однако он полюбил другую её дочь, за что Бентесикима прогнала его.